# Eli Crane
Elijah James "Eli" Crane, född 3 januari 1980 i Tucson i Arizona, är en amerikansk politiker (republikan). Han är ledamot av USA:s representanthus sedan 2023.
Crane studerade vid Arizona Western College och University of Arizona. Han avbröt sedan sina studier för att tjänstgöra i USA:s flotta, vilket han gjorde mellan 2001 och 2014. I flottan hörde Crane till specialförbandet Navy SEAL.